# Discografia d'Archie Shepp

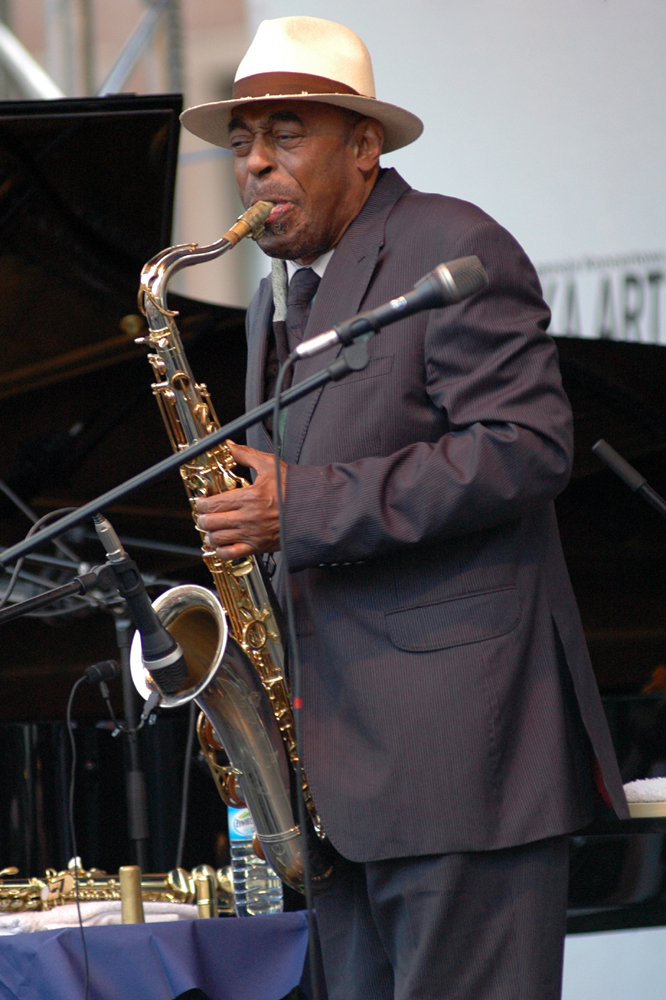
Archie Shepp tocant en un concert a Varsòvia, Polònia, el juliol de 2008.

A continuació s'inclou discografia d'Archie Shepp, saxofonista afroamericà de jazz.

## Discografia

### Com a líder
| Year | Àlbum                                                  | Discogràfica         | Notes                                                                   |
| ---- | ------------------------------------------------------ | -------------------- | ----------------------------------------------------------------------- |
| 1962 | Archie Shepp - Bill Dixon Quartet                      | Savoy Records        |                                                                         |
| 1963 | The House I Live In                                    | Steeplechase Records | amb Lars Gullin                                                         |
| 1964 | Four for Trane                                         | Impulse!             |                                                                         |
| 1965 | Fire Music                                             | Impulse!             |                                                                         |
| 1965 | On This Night                                          | Impulse!             |                                                                         |
| 1965 | New Thing at Newport                                   | Impulse!             |                                                                         |
| 1966 | Archie Shepp Live in San Francisco                     | Impulse!             |                                                                         |
| 1966 | Three for a Quarter, One for a Dime                    | Impulse!             |                                                                         |
| 1966 | Mama Too Tight                                         | Impulse!             |                                                                         |
| 1967 | The Magic of Ju-Ju                                     | Impulse!             |                                                                         |
| 1968 | The Way Ahead                                          | Impulse!             |                                                                         |
| 1968 | For Losers                                             | Impulse!             |                                                                         |
| 1969 | Kwanza                                                 | Impulse!             |                                                                         |
| 1969 | Live at the Pan-African Festival                       | BYG-Actuel           |                                                                         |
| 1969 | Yasmina, a Black Woman                                 | BYG-Actuel           |                                                                         |
| 1969 | Poem for Malcolm                                       | BYG-Actuel           |                                                                         |
| 1969 | Blasé                                                  | BYG-Actuel           |                                                                         |
| 1969 | Black Gipsy                                            | America              |                                                                         |
| 1970 | Pitchin Can                                            | America              |                                                                         |
| 1970 | Doodlin'                                               | Inner City           |                                                                         |
| 1970 | Archie Shepp & Philly Joe Jones                        | America              |                                                                         |
| 1972 | Coral Rock                                             | America              |                                                                         |
| 1970 | Archie Shepp and the Full Moon Ensemble                | BYG-Actuel           |                                                                         |
| 1971 | Things Have Got to Change                              | Impulse!             |                                                                         |
| 1972 | Attica Blues                                           | Impulse!             |                                                                         |
| 1972 | The Cry of My People                                   | Impulse!             |                                                                         |
| 1975 | There's a Trumpet in My Soul                           | Freedom              |                                                                         |
| 1975 | Montreux One                                           | Freedom              |                                                                         |
| 1975 | Montreux Two                                           | Freedom              |                                                                         |
| 1975 | Body and Soul                                          | Horo                 |                                                                         |
| 1975 | Jazz a Confronto 27                                    | Horo                 |                                                                         |
| 1975 | Mariamar                                               | Horo                 |                                                                         |
| 1975 | A Sea of Faces                                         | Black Saint          |                                                                         |
| 1975 | Bijou                                                  | Musica Records       |                                                                         |
| 1975 | U-Jaama (Unite)                                        | Uniteledis           |                                                                         |
| 1976 | Steam                                                  | Enja                 |                                                                         |
| 1976 | Hi-Fly                                                 | Compendium           | amb Karin Krog                                                          |
| 1976 | Force: Sweet Mao - Suid Africa '76                     | Uniteledis           | amb Max Roach                                                           |
| 1977 | Goin' Home                                             | Steeplechase         | amb Horace Parlan                                                       |
| 1977 | In the Tradition                                       | Horo                 |                                                                         |
| 1977 | The Rising Sun Collection                              | Just a Memory        |                                                                         |
| 1977 | A Touch of the Blues                                   | Fluid Records        | amb Joe Lee Wilson                                                      |
| 1977 | Ballads for Trane                                      | Denon Records        |                                                                         |
| 1977 | Day Dream                                              | Denon                |                                                                         |
| 1977 | On Green Dolphin Street                                | Denon                |                                                                         |
| 1977 | Parisian Concert Vols. 1 & 2                           | Sun                  |                                                                         |
| 1977 | Live in Europe                                         | Sun                  |                                                                         |
| 1978 | Duet                                                   | Denon                | amb Dollar Brand                                                        |
| 1978 | Live in Tokyo                                          | Denon                |                                                                         |
| 1978 | Maple Leaf Rag                                         | Fluid                |                                                                         |
| 1979 | Bird Fire: A Tribute To Charlie Parker                 | West Wind Records    |                                                                         |
| 1979 | Invitation                                             | Sun                  | Siegfried Kessler Trio featuring Archie Shepp                           |
| 1980 | Trouble in Mind                                        | Steeplechase         | amb Horace Parlan                                                       |
| 1981 | Looking at Bird                                        | Steeplechase         | amb Niels-Henning Orsted Pedersen                                       |
| 1981 | I know about the life                                  | Sackville            | amb Kenny Werner, Santie Debriano and John Betsch                       |
| 1981 | Passport To Paradise: Archie Shepp plays Sydney Bechet | West Wind            |                                                                         |
| 1982 | Mama Rose                                              | West Wind            |                                                                         |
| 1982 | Soul Song                                              | Enja                 |                                                                         |
| 1984 | Down Home New York                                     | Soul Note            |                                                                         |
| 1984 | African Moods                                          | Circle               |                                                                         |
| 1984 | Devil Blues                                            | Circle               |                                                                         |
| 1984 | Archie Shepp and Jeanne Lee                            | West Wind            |                                                                         |
| 1984 | Tenor Saxes                                            | Circle               |                                                                         |
| 1985 | California Meeting: Live on Broadway                   | Soul Note            |                                                                         |
| 1985 | Little Red Moon                                        | Soul Note            |                                                                         |
| 1985 | Passion                                                | 52e Rue Est          |                                                                         |
| 1987 | En concert: 1st set                                    | 52e Rue Est          |                                                                         |
| 1987 | En concert: 2nd set                                    | 52e Rue Est          |                                                                         |
| 1987 | Splashes                                               |                      | Wilbur Little tribute with Horace Parlan, Harry Emmery, Clifford Jarvis |
| 1989 | En concert à Banlieues Bleues                          | 52e Rue Est          |                                                                         |
| 1991 | I Didn't Know About You                                | Timeless Records     |                                                                         |
| 1995 | Lover Man                                              | Timeless             |                                                                         |
| 1995 | Sophisticated Lady                                     | West Wind            |                                                                         |
| 1995 | Blue Ballads                                           |                      | With John Hicks, George Mraz, Billy Drummond                            |
| 1997 | Something to Live For                                  | Timeless             |                                                                         |
| 2000 | Black Ballads                                          | Timeless             |                                                                         |
| 2001 | Live in New York                                       |                      | reunion concert with Roswell Rudd                                       |
| 2001 | Hungarian Bebop                                        | BMC Records          | amb Mihály Dresch Quartet                                               |

### Com a acompanyant
Amb Cecil Taylor
- The World of Cecil Taylor (1960)
- Air (1960)
- Cell Walk for Celeste (1961)
- Jumpin' Punkins (1961)
- New York City R&B (1961)

Amb the New York Contemporary Five
- Consequences (Fontana, 1963)
- Rufus (Fontana, 1963) without Don Cherry
- New York Contemporary Five Vol. 1 (Sonet, 1963)
- New York Contemporary Five Vol. 2 (Sonet, 1963)
- Bill Dixon 7-tette/Archie Shepp and the New York Contemporary 5 (Savoy, 1964) (One side of LP)

Amb John Coltrane
- Ascension (1965)
- The Major Works of John Coltrane (1965)
- A Love Supreme (1965)

Amb the Chet Baker Quintet
- In Memory of (L & R Music, 1988)

Amb Dave Burrell
- Echo (1969)

Amb Material
- One Down (1982)

Amb Frank Zappa
- You Can't Do That on Stage Anymore, Vol. 4 (1991)